# دانيال شارمان
دانيال أندرو شارمان (بالإنجليزية: Daniel Sharman)‏ هو ممثل إنجليزي من لندن.

## التعليم
شارمان التحق بمدرسة «ميل هيل سكول» (بالإنجليزية: Mill Hill School)‏ والتحق أيضا بمدرسة الفنون التعليمية، وكلتا المدرستين كانتا في لندن. وخلال سنوات دراسته عمل في مسرحية "Kvetch" والتي عُرضت في مهرجان إدنبرة الشهير.
ولمدة ثلاث سنوات من عام 2004 إلى عام 2007، درس شارمان في أكاديمية لندن للموسيقى والفن المسرحي، وحصل على ليسانس الآداب ودرجة الماجستير في التمثيل وتخرج مع مرتبة الشرف.

## الحياة المهنية

### طفولته على خشبة المسرح
بدأ شارمان التمثيل وهو طفل في سن التاسعة. أجرت شركة رويال شكسبير اختبارا للأداء وتم اختياره كواحد من بين مئات من الأطفال الذين تقدموا لاختبار الأداء. بدأ مهنته في مسرحية "I just adored it" الدرامية. قصتها تدور "بين "ماكبث" و "هنري السادس'"، وقال "مع كل من الدروع والدماء في تلك المسرحية كل شيء كان رائع بالنسبة لي كطفل في حينها. كان أفضل شيء على الإطلاق."
بقي شارمان مع شركة رويال شكسبير وأدى مسرحيتين: الحديقة في عام 1995 (كان عمره 9 سنوات)  و "مسرحية ماكبث" في عام 1996 (في عمر 10 سنوات). كما قام بدور في مسرحية "The Winslow Boy" في عام 2002 وهو في سن 16.

### من المسرح إلى الشاشة الكبيرة
أدى شارمان أول دور في فيلم روائي وهو الفيلم المستقل «الأيام الأخيرة من إدغار هاردينغ»، الذي لعب فيه دور الموسيقي في الفيلم. في عام 2010, كان في طاقم يؤدي دور آريس، إله الحرب اليوناني، في فيلم الخيال "المخلدون" مع ميكي رورك، كيلن لوتز وهنري كافيل وآخرين. الفيلم صدر في عام 2011.
ويقول شارمان «لقد وجدت التمثيل في الأفلام من الصعب حقا» ويعترف «لقد وجدت أنه حقا نوع غريب وغير طبيعي. ثم أصبح هاجساً محاولة الحصول على ذلك الحق. التنافسية هنا بشكل كبير» شارمان ظهر في فيلم الرعب "ذا كولكشن" مع زميلته التي شاركت معه في مسلسل ذئب مراهق «إيدي ميس»، والذي تم عرضه في نوفمبر 2012.
في شهر أبريل 2015، أعلن شارمان من خلال حساباته على تويتر وإنستغرام عن طلبه تمويل جماعي من المعجبين وصل إلى 20,000 دولار على موقع وساطة المشاريع كيك ستارتر من أجل الفيلم القصير "Soon You Will Be Gone"، والذي سيكون شارمان نجمه.

### الأدوار التلفزيونية

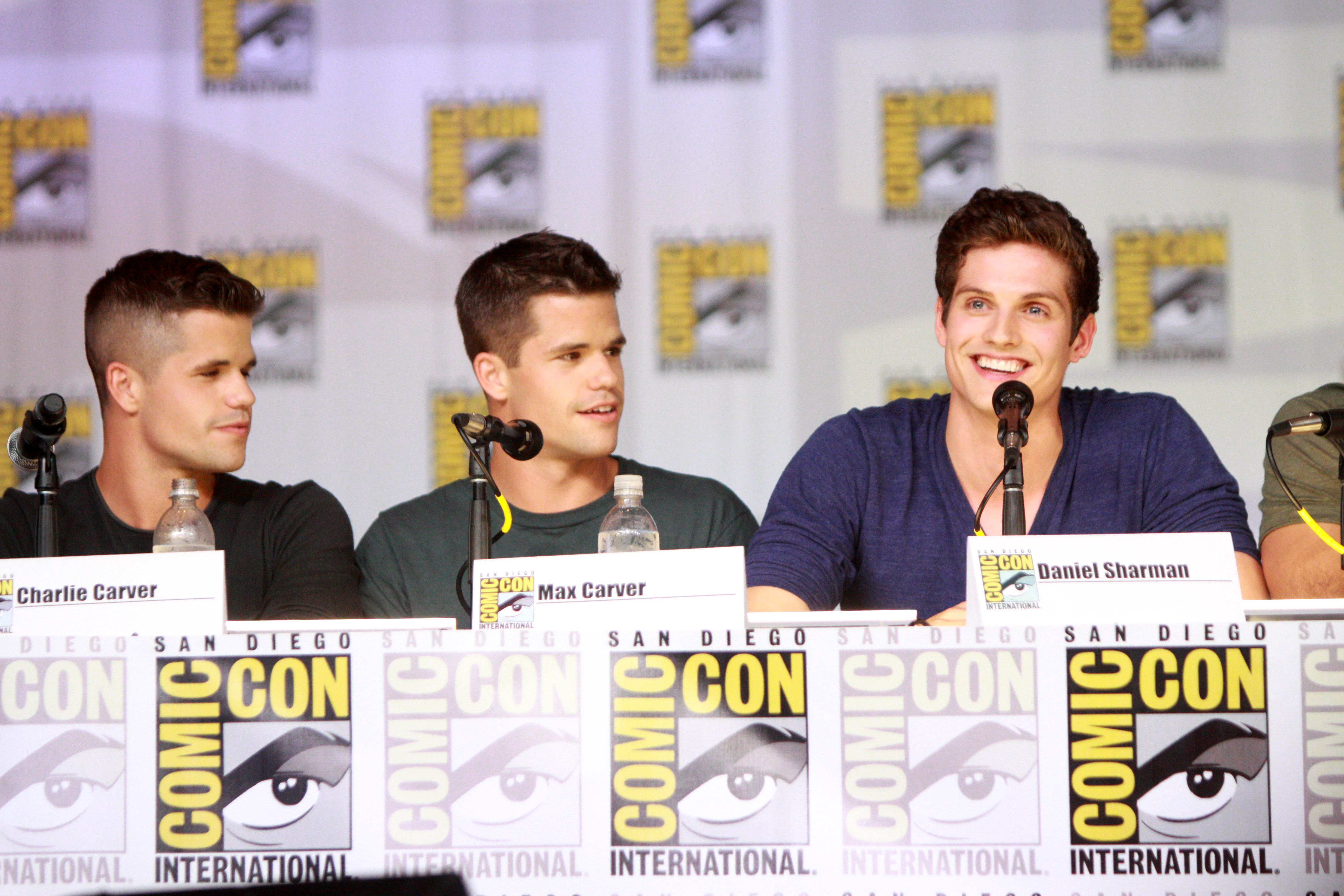
تشارلي كارفر و ماكس كارفر و دانيال شارمان في 2013.

ظهر شارمان بدورٍ متكرر في حلقتين من مسلسل "The Nine Lives of Chloe King" بدور «زين» (ظهر معه زميله في مسلسل ذئب مراهق الممثل كولتون هاينز) والأدوار في Inspector" Lewis" وفيلم روبن بيلشر "Starting Over" وحلقة واحدة من "Judge John Deed". كما لعب دور البطولة في "Funny or Die" The Sexy Dark Ages مع شون بيفورم وروبرت أنجلند.
كما لعب أدواراً متكررة، حيث مثل شخصية المستذئب «إيزك لاهي» في الموسم الثاني من العمل الدرامي ذئب مراهق والذي عرضته قناة إم تي في، في الموسم الثالث أصبح دور المستذئب شخصية رئيسية في المسلسل. ولكن بعد انتهاء الموسم الثالث من ذئب مراهق، أعلن شارمان أنه سيغادر لاستكشاف فرص وأعمال أخرى.
لعب شارمان أيضا دور الضابط «إدوارد مونتكلير» الذي يعمل في شرطة الخيالة الكندية الملكية في فيلم "When Calls the Heart"، والذي يستند على الرواية الرومانسية للكاتبة الكندية جانيت أوكي، وتحمل الرواية نفس اسم الفيلم.
في عام 2014 انضم إلى مسلسل الأصليون وظهر بشخصية «كاليب ويستيفول».
في مارس 2015، تم التأكيد على أن شارمان قد هبط من دور البطولة في العمل الدرامي CBS LFE.
انضم شارمان إلى مسلسل «اخشوا الموتى السائرون» الذي تنتجه قناة AMC's في عام 2017.

### أعمال أخرى
شارك شارمان بصوته في النسخة الصوتية المسموعة من رواية "Clockwork Princes" للكاتبة الروائية كاسندرا كلير، وشارك في السلسلة الثالثة والأخيرة من ثلاثية "The Infernal Devices" في سلسلة "The Shadowhunter Chronicles" الخيالية.
في 2015 التحق بمهرجان مسرح وليامز تاون في مسرحية Off the Main Road  مع كيرا سيدجويك، وآخرين.

## أعماله

### السينما
| العام | العنوان                        | دور       | ملاحظات                    |
| ----- | ------------------------------ | --------- | -------------------------- |
| 2010  | The Last Days of Edgar Harding | هاري      |                            |
| 2011  | The Sexy Dark Ages             | أرليك     | فيلم قصير                  |
| 2011  | الخالدون                       | آريس      |                            |
| 2012  | ذا كولكشن                      | بيزل      |                            |
| 2015  | Drone                          | مات كولير | فيلم قصير                  |
| 2015  | The Juilliard of Broken Dreams | جيفري     | فيلم قصير، شارك في الإنتاج |
| 2016  | Soon You Will Be Gone          | جيسون     | فيلم قصير، شارك في الإنتاج |
| 2016  | Albion: The Enchanted Stallion | لير       |                            |

### في التلفزيون
| العام     | العنوان                      | دور                         | ملاحظات                                         |
| --------- | ---------------------------- | --------------------------- | ----------------------------------------------- |
| 2003      | Judge John Deed              | اندي دوبز                   | شارك في حلقة: "Judicial Review"                 |
| 2007      | Starting Over                | الكسندر ديوهورست            | فيلم تلفزيوني                                   |
| 2009      | Inspector Lewis              | ريتشارد سكوت                | الحلقة: "The Quality of Mercy"                  |
| 2011      | The Nine Lives of Chloe King | زين                         | الحلقات: "Responsible" و "Beautiful Day"        |
| 2012-2014 | ذئب مراهق                    | إيزك لاهي                   | متكرر الأدوار؛ 32 حلقة                          |
| 2013      | When Calls the Heart         | إدوارد مونتكلير             | فيلم تلفزيوني                                   |
| 2014-2015 | الأصليون                     | كاليب ويستيفول/كول مايكلسون | متكرر الأدوار، 12 حلقة                          |
| 2017      | Mercy Street                 | اللورد إدوارد               | الحلقات: "Unknown Soldier" و "House of Bondage" |
| 2017      | اخشوا الموتى السائرون        | تروي أوتو                   | مسلسل                                           |
| 2020      | ملعون                        | الراهب الباكي               |                                                 |

## وصلات خارجية
- دانيال شارمان على موقع IMDb (الإنجليزية)
- دانيال شارمان على موقع ألو سيني (الفرنسية)
- دانيال شارمان على موقع أول موفي (الإنجليزية)
- دانيال شارمان على موقع قاعدة بيانات الفيلم (الإنجليزية)
- دانيال شارمان على موقع كينوبويسك (الروسية)